# Cuspidi delle valvole cardiache
Le cuspidi delle valvole cardiache, o lembi valvolari, sono parti degli apparati valvolari delle valvole atrioventricolari (mitrale e tricuspide) e delle valvole arteriose (arteria polmonare e aorta), come le corde tendinee con i muscoli papillari e le formazioni fibrose degli anelli valvolari

## Valvole atrioventricolari
Ciascuna cuspide è formata da una sottile membrana di colore bianco madreperlaceo; mostra una faccia assiale, liscia, che guarda l'atrio e una faccia parietale che guarda il ventricolo ed è rugosa, poiché offre attacco alle corde tendinee. Questi lembi delimitano l'orifizio valvolare, che scompare appena le cuspidi si uniscono, con le loro parti libere, durante la sistole ventricolare per poi raggiungere il massimo dell'apertura durante la diastole ventricolare.

## Valvole arteriose
Nelle valvole aortica e polmonare sono formate da tre pieghe membranose, lembi della valvola, che hanno la forma di un nido di rondine, sospeso alla parete dei vasi. Ciascuna di queste pieghe possono essere paragonate alle cuspidi delle valvole atrioventricolari, infatti anche in questo caso possiamo distinguere una faccia assiale che guarda verso il lume del vaso e una faccia parietale che guarda la parete dell'arteria. Il margine libero di ciascuna semilunare presenta una piccola massa fibrosa, che nell'arteria polmonare viene chiamata nodulo di Morgagni e nell'aorta è nota come nodulo dell'Aranzio: questi noduli permettono una perfetta chiusura della valvola in diastole.
Tra la faccia parietale dei lembi e la parete arteriosa si reperiscono delle piccole depressioni a cul de sac denominati i seni di Valsalva.